# Dirt Femme
Dirt Femme es el quinto álbum de estudio de la artista sueca Tove Lo. Fue el primero lanzado por su sello independiente, Pretty Swede Records, el 14 de octubre de 2022.

## Trasfondo
Tove Lo lanzó su cuarto álbum de estudio, Sunshine Kitty, en septiembre de 2019. Recibió críticas positivas de la crítica musical contemporánea y tuvo un rendimiento comercial moderado. En mayo del año siguiente, tras realizar una gira por Europa y el continente americano, la cantante reeditó el álbum con el subtítulo Paw Prints Edition, incluyendo cuatro canciones adicionales y cuatro remezclas.
Dos años después, Lo comenzó a burlarse a través de las redes sociales del lanzamiento de un quinto álbum; en septiembre de 2021, el disco estaba "tomando forma". A principios de ese año, en abril, la también cantante Charli XCX reveló que trabajó con Lo para "hacer la mejor música de la historia" en Palm Springs (California). Las dos colaboraron previamente en Out of My Head, de la mixtape Pop 2 de XCX de 2017, y en el remix de 2018 de Bitches, del álbum Blue Lips de Tove Lo de 2017.
En mayo de 2022, Lo anunció Pretty Swede Records, su propio sello discográfico bajo la compañía de desarrollo de artistas Mtheory. Al ser lanzado de forma independiente, Dirt Femme marca la primera vez que Lo tuvo el control creativo completo sobre el proceso de desarrollo de un álbum. Aunque reconoce la importancia de su anterior contrato con Universal Music Group, que fue "crucial" para su irrupción mundial, a Lo "le gusta crear historias intrincadas que no ayuden al algoritmo y que quizá no sean la forma más comercial de publicar música pop". La cantante comparó la creación del álbum con un "puenting emocional", porque su proceso de desarrollo fue el primero desde su debut, Queen of the Clouds, que no transcurrió entre giras. "Casi sentí que volvía a empezar de cero", relató.

## Promoción
El primer trabajo en solitario de Lo en casi dos años y el sencillo principal de Dirt Femme, How Long, se publicó el 26 de enero de 2022 como parte de la banda sonora de la serie de televisión estadounidense Euphoria. La canción también apareció en el cuarto episodio de la segunda temporada de la serie, "You Who Cannot See, Think of Those Who Can". El 10 de febrero se estrenó un vídeo musical dirigido por el dúo de cineastas de Seattle Kenten. Junto con el anuncio de la fundación de Pretty Swede Records el 3 de mayo de 2022, Lo publicó No One Dies from Love como el siguiente sencillo del álbum y el primer material publicado bajo el recién fundado sello. El vídeo musical de la canción se estrenó el mismo día y fue dirigido por el dúo brasileño Alaska Filmes, con el que Lo había trabajado anteriormente en Are U Gonna Tell Her?. Ese día, la cantante también anunció una gira de conciertos que comenzaría el 29 de octubre y visitaría Europa y el Reino Unido. El 21 de junio de 2022, Lo reveló oficialmente que el título del álbum sería Dirt Femme, así como el listado de canciones, la carátula y la fecha de lanzamiento, esperada para el 14 de octubre. Ese mismo día lanzó el tercer sencillo del disco, True Romance. El cuarto, 2 Die 4, se publicó el 27 de julio.

## Apartado artístico
En la ilustración del álbum, Lo lleva un aguijón de escorpión metálico y robótico, en referencia a su signo astrológico, pegado a la espalda, mientras que su logotipo, inspirado en una vagina, se encuentra en un lado de la cadera. Según la cantante, el uso de imágenes relacionadas con escorpiones refleja el enfoque de feminidad del álbum: "Me encanta que la hembra se coma al macho después de aparearse. Ahora estoy en una relación muy bonita en la que tenemos un buen equilibrio de locura entre los dos. Pero me dicen que atraigo a la gente y la consumo".

## Composición
En una entrevista de junio de 2022 con Rolling Stone, Lo declaró que su quinto álbum sería "un viaje visual y sonoro muy hermoso" y que había creado un "nuevo mundo" para él. Describiendo las letras del disco como "extremadamente personales", destacó su naturaleza inquisitiva: "Son todos mis sentimientos, pensamientos y preguntas reunidos en menos de 50 minutos sin respuestas". El resultado es un conjunto de canciones que "se contradicen entre sí, probablemente molestarán a algunos de ustedes, les darán ganas de bailar, llorar, follar y conducir su coche muy, muy rápido". La inspiración del álbum surgió de un momento de introspección durante la pandemia de coronavirus, cuando reflexionó sobre sus diez años de carrera, su feminidad y su pansexualidad en medio de su matrimonio con Charlie Twaddle. Declaró: "Estoy sacando a relucir todas estas preguntas y sentimientos y emociones que no necesariamente tienen respuesta. Es más mi lugar actual de asombro":

"Cuando empecé como escritora y artista, consideraba que mis rasgos femeninos eran más débiles y potenciaba los masculinos para avanzar en la vida. Siento un gran cambio energético en mi entorno desde entonces y este álbum refleja las distintas formas en que mi lado femenino me ha ayudado y perjudicado. Soy una mujer pansexual casada con un hombre heterosexual. Creo que lo masculino y lo femenino viven en un espectro en todos los seres humanos. Hay muchos más matices interesantes de los que la mayoría de la gente quiere aceptar".

La letra de Suburbia habla de "no querer casarme nunca, no querer tener hijos y no sentir que ésa sea la vida que quiero" y se inspiró en el hecho de que algunas personas se ofenden por la indiferencia de Lo hacia tener hijos propios. 2 Die 4 samplea la versión de 2005 del personaje sueco Crazy Frog de la canción de 1969 de Gershon Kingsley Popcorn; el escritor de Rolling Stone Tomas Mier la describió como un "sueño húmedo nostálgico". Lo declaró que True Romance se grabó en una sola toma y que fue "muy divertido" hacerla debido a su tono más "dramático" y narrativo en comparación con la mayoría de sus trabajos. Inspirada en la película homónima de Tony Scott de 1993, True Romance es una canción de amor que utiliza el argumento de la película para introducir una nueva historia, "una de las historias de amor más destructivas, hermosas y sobredramáticas que se salen de control". Dado que su letra es "muy sucia" y suena "sobre un ritmo realmente sexy", Lo describió Pineapple Slice como una mezcla de Disco Tits y Bitches, ambas incluidas en su álbum de 2017, Blue Lips.

## Recepción de la crítica
El disco recibió críticas positivas de la crítica musical contemporánea. En Metacritic, que asigna una puntuación normalizada sobre 100 a las reseñas de los principales críticos, el álbum tiene una puntuación media de 77 basada en 14 reseñas, "generalmente favorables". El agregador AnyDecentMusic? le dio un 7,4 sobre 10, basándose en su valoración del consenso crítico.
Heather Phares, de AllMusic, alabó la dirección musical del álbum y escribió: "Lo está madurando, pero se aferra a las partes más importantes de sí misma. Dirt Femme da el mismo tiempo a los aspectos confesionales, sexuales y bailables de su música y ofrece un retrato más completo de su música de lo que habíamos oído hasta ahora". El escritor de The Line of Best Fit Sam Franzini señaló que "la confianza y la pasión sin adulterar por ser ella misma se unen en Dirt Femme, un álbum mucho más oscuro que su predecesor Sunshine Kitty, pero más fiel a Nilsson con sus ritmos pulsantes y slinky jams" y también describió el álbum como "sexy, inteligente, y lo más importante; divertido". Emma Swann de DIY escribe que Dirt Femme ve a Lo yuxtaponer elementos ingeniosamente. Jordan White, escritor de Gigwise, describió el álbum como "de cuerpo caliente", afirmando además que es "abiertamente camp y no rehúye su lado juguetón". Nick Levine, de NME, le dio cuatro de cinco estrellas y lo calificó de "punzante, sorprendente y no del todo cohesivo, pero nunca aburrido".
En una crítica mixta escrita para The Skinny, Tara Hepburn identificó este álbum como "bebé pandémico" y lamentó que este proyecto "es una bolsa mixta ya que la cantante explora nuevos caminos para sí misma". Thomas Bedenbaugh de Slant Magazine criticó el álbum debido a su falta de ganchos para cantar que han hecho que los esfuerzos anteriores de Lo, especialmente Lady Wood de 2016, sean tan memorables, mientras que describió el álbum como "una colección de relleno de pista de baile ligeramente melancólico y ocasionalmente pegadizo". Peyton Thomas, de Pitchfork, calificó el álbum como "el primer disco de Tove Lo que puedes ponerle a tus abuelos", afirmando que perdió "mucha de su chispa en el proceso" de pivotar hacia temas más sosegados y ofrecer actuaciones más letárgicas.

## Lista de canciones
| N.º | Título                               | Escritor(es)                                     | Duración |  |
| 1.  | «No One Dies from Love»              | Tove Lo - Ludvig Söderberg - Jakob Jerlström     | 3:06     |  |
| 2.  | «Suburbia»                           | Lo - Söderberg                                   | 3:19     |  |
| 3.  | «2 Die 4»                            | Lo - Oscar Görres - Gershon Kingsley             | 3:04     |  |
| 4.  | «True Romance»                       | Lo - Timothy Nelson                              | 4:06     |  |
| 5.  | «Grapefruit»                         | Lo - Timothy Nelson - Söderberg                  | 3:51     |  |
| 6.  | «Cute & Cruel (con First Aid Kit)»   | Lo - Elvira Anderfjärd                           | 3:00     |  |
| 7.  | «Call on Me (con SG Lewis)»          | Lo - Samuel George Lewis - Orlando Higginbottom  | 3:18     |  |
| 8.  | «Attention Whore (con Channel Tres)» | Lo - Söderberg - Jerome Castille - Sheldon Young | 3:11     |  |
| 9.  | «Pineapple Slice (con SG Lewis)»     | Lo - Lewis                                       | 2:55     |  |
| 10. | «I'm to Blame»                       | Lo - Ali Payami                                  | 3:20     |  |
| 11. | «Kick in the Head»                   | Lo - Nelson                                      | 3:12     |  |
| 12. | «How Long»                           | Lo - Redžep - Söderberg - Nelson                 | 3:18     |  |

## Personal
- Tove Lo – voces
- Reuben Cohen – ingeniero de masterización
- Chris Gehringer – ingeniero de masterización
- Şerban Ghenea – ingeniero de mezclas
- John Hanes – ingeniero de mezclas

## Posición en listas
| Listas (2022)                           | Posición más alta |
| --------------------------------------- | ----------------- |
| Bélgica (Ultratop 50 Singles - Flandes) | 86                |
| Bélgica (Ultratop 50 Singles - Valonia) | 117               |
| España (PROMUSICAE)                     | 11                |
| Estados Unidos (Billboard 200)          | 153               |
| Estados Unidos (Independent Albums)     | 24                |
| Finlandia (Suomen virallinen lista)     | 34                |
| Irlanda (IRMA)                          | 95                |
| Lituania (AGATA)                        | 41                |
| Noruega (VG-lista)                      | 11                |
| Reino Unido (UK Album Downloads Chart)  | 9                 |
| Reino Unido (UK Indie Chart)            | 50                |
| Suecia (Sverigetopplistan)              | 11                |
| Suiza (Schweizer Hitparade)             | 50                |